# Autoserica schwetzi
Autoserica schwetzi är en skalbaggsart som beskrevs av Louis Burgeon 1942. Autoserica schwetzi ingår i släktet Autoserica och familjen Melolonthidae. Inga underarter finns listade.